# Lance-flammes M1A1
Le lance-flammes M1 est un lance-flammes portatif individuel américain qui fut le premier modèle de l'armée américaine lors de la Seconde Guerre mondiale en 1942.

## Usage pratique
Son principe était identique à celui du Flammenwerfer 35 de la Wehrmacht.  Cependant, les États-Unis ont rarement utilisé les lance-flammes portable en Europe, le plus souvent, leur emploi fut réservé à la guerre dans le Pacifique car, ces armes étant les seules ayant la possibilité de vaincre la résistance fanatique des troupes japonaises.
Le plus gros inconvénient du M1 et de son successeur le M1A1, lequel utilisait du napalm pour augmenter sa portée, était l'allumage électrique du jet du combustible. En cas de panne, le servant devait l'allumer avec son briquet.
Cependant, avec le risque que courait le servant du lance-flammes, les Américains préférèrent les remplacer par un lance-flammes monté sur le char M4 Sherman, il avait ainsi une plus grande réserve de combustible et une portée plus grande.